# Calamaria alidae
Calamaria alidae este o specie de șerpi din genul Calamaria, familia Colubridae, descrisă de George Albert Boulenger în anul 1920. Conform Catalogue of Life specia Calamaria alidae nu are subspecii cunoscute.